# Jan Zahradníček
 (août 2017).
Si vous disposez d'ouvrages ou d'articles de référence ou si vous connaissez des sites web de qualité traitant du thème abordé ici, merci de compléter l'article en donnant les références utiles à sa vérifiabilité et en les liant à la section « Notes et références ».

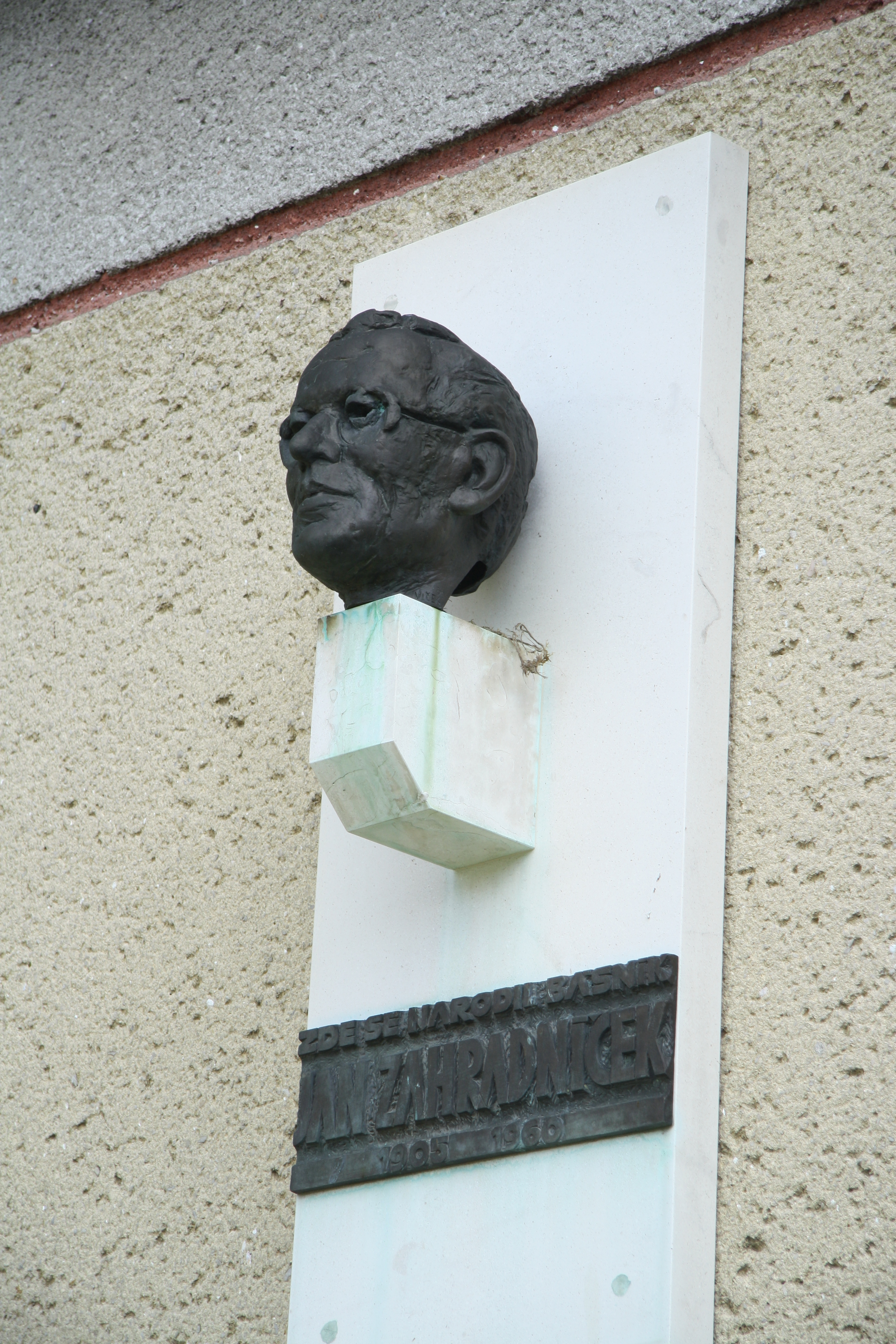
Buste de Jan Zahradníček à Mastník.

Jan Zahradníček est un poète tchécoslovaque né le 17 janvier 1905 et décédé le 10 octobre 1960. Après le coup d'Etat communiste de 1948, il est emprisonné à cause de ses opinions et de sa foi catholique. Arrêté en juin 1951, il est condamné à treize ans de prison. Libéré au bout de huit ans à cause de sa santé précaire, il meurt peu après son amnistie. Père de trois enfants, il perd ses deux filles pendant son incarcération. Ses écrits seront peu à peu réhabilités en 1966, puis de nouveau quasi interdits après le Printemps de Prague. Il faudra attendre 1989 pour que ses livres soient réellement diffusés et partiellement traduits à l'étranger.